# علم بابوا غينيا الجديدة

علم بابوا غينيا الجديدة

علم بابوا غينيا الجديدة، اعتُمِد عام 1971. مكون من مستطيل مقسم إلى مثلثين أحمر من الأعلى والأسود من الأسفل. في المثلث الأحمر يتوضع طائر الجنة باللون الأصفر، أما في الجزء الأسود يتوضع 5 نجوم بيضاء.

## تاريخيا
صمم العلم الحالي تلميذة عمرها 15 عاما ضمن مسابقة وطنية لتصميم العلم عام 1971، وقد تبني في الأول من يوليو من نفسس العام. وقد اختلف العلم باختلاف الجهات الحاكمة.

## رموز وألوان
يعتبر الألوان الأحمر والأسود من الألوان الوطنية والشعبية للعديد من الجماعات العرقية المشكلة للبلاد، الأسود-الأبيض-الأحمر كان يرمز للألوان علم الأمبراطورية الألمانية الذي كانت تحتل البلاد عام 1918, أما طائر الجنة فهو طائر متواجد أيضا على درع وشعار البلاد كرمز وطني.

## أعلام البلاد السابقة

علم البلاد خلال 1899-1914
علم الأمبراطورية الألمانية، 1899-1914
علم البلاد خلال الاحتلال الأسترالي، 1906-1949
علم المنطقة خلال الاحتلال الأسترالي 1914-1949
علم المنطقة خلال الاحتلال الأسترالي، 1965-1970
علم المنطقة خلال الاحتلال الأسترالي، 1970-1971